# テランガーナ州
テランガーナ州（テランガーナしゅう、テルグ語：తెల౦గాణ、ウルドゥー語: تلنگانہ、英語：Telangana）は、インドのデカン高原の一角を占める州である。連邦公用語のヒンディー語ではテーランガーナー州（तेलंगाना）と表記される。2014年6月2日にアーンドラ・プラデーシュ州から分割され、インドの29番目の州となった。

## 概要
クリシュナ川とゴーダーヴァリ川という大河を含む一帯であるため、古来よりデカン高原に興った多くの王朝、王国（サータヴァーハナ朝、バフマニー朝、レッディ王国、ゴールコンダ王国、ニザーム王国など）がその根拠地としてきた歴史がある。
1947年にインドとパキスタンが分離独立した際、イスラム国家であったニザーム王国は独立を選んだが、翌年のポロ作戦でインドに軍事的に統合され、ハイデラバード州になった。1950年代にインドの州は言語によって再編成されることになり、ハイデラバード州のうちテルグ語を主に話すテランガーナ地方は旧マドラス管区のアーンドラ州と統合されて1956年11月1日にアーンドラ・プラデーシュ州が成立した。両者はテルグ語を主に話す地域という点では共通していたが異なる歴史を持ち、長期にわたって再分離運動（英語版）が続けられていた。
2014年6月2日に旧ニザーム王国部分がアーンドラ・プラデーシュ州から分離し、単独のテランガーナ州となった。
乾期は温度が上昇し、貧困層を中心に熱中症による死者が多く発生する。2015年5月には、過去20年来最悪の熱波に襲われ、東隣のアーンドラ・プラデーシュ州と合わせて1,800人以上の死者を出している。
州内では反政府勢力であるインド共産党毛沢東主義派が活動しており、2025年5月、政府治安部隊はチャッティースガル州との州境で掃討作戦を行った。

## 州都
ハイデラバード（2024年までアーンドラ・プラデーシュ州の州都を兼ねる）

## 地方行政区分
1. アーディラーバード県 （అదిలాబాదు、Adilabad District）
2. ハイダラーバード県 （హైదరాబాదు、Hyderabad District）
3. カリームナガル県（英語版） （కరీంనగర్、Karimnagar District）
4. カンマン県（英語版） （ఖమ్మం、Khammam District）
5. マフブーブナガル県（英語版） （మహబూబ్ నగర్、Mahbubnagar District）
6. メダック県 （మెదక్、Medak District）
7. ナルゴンダ県（英語版） （నల్గొండ、Nalgonda District）
8. ニザーマーバード県（英語版） （నిజామాబాదు、Nizamabad District）
9. ランガーレッディ県（英語版） （రంగారెడ్డి、Ranga Reddy District）
10. ワランガル県（英語版） （వరంగల్、Warangal District）

## 経済
テランガナ州の経済規模はインド第7位で、州内総生産（GSDP）は13兆2,500億ルピー（1,700億米ドル）、1人当たりGSDPは32万ルピー（4,000米ドル）である。テランガナ州の成長は、ITソフトウェア、工業、サービス業によりけん引されている。
また、Bharat Dynamics Limited、Defence Metallurgical Research Laboratory、Defense Research and Development Organization、Defence Research and Development Laboratoryなど、多くの防衛・航空分野の研究所が所在する。